# Tanemakuhito
Tanemakuhito (種蒔く人), « Le semeur ») est un journal fondé en 1921 par Ōmi Komaki avec Kenzo Imano (今野賢三) et Yōbun Kaneko. C'est une revue socialiste, influencée par le mouvement français « Clarté » et dont la parution marque le début de la littérature prolétarienne au Japon. Les 3 premières numéros paraissent à Tsuchizaki Minato, les suivants à Tokyo avec la collaboration de Suekichi Ōno (青野 季吉) et Hatsunosuke Hirabayashi (平林 初之輔).

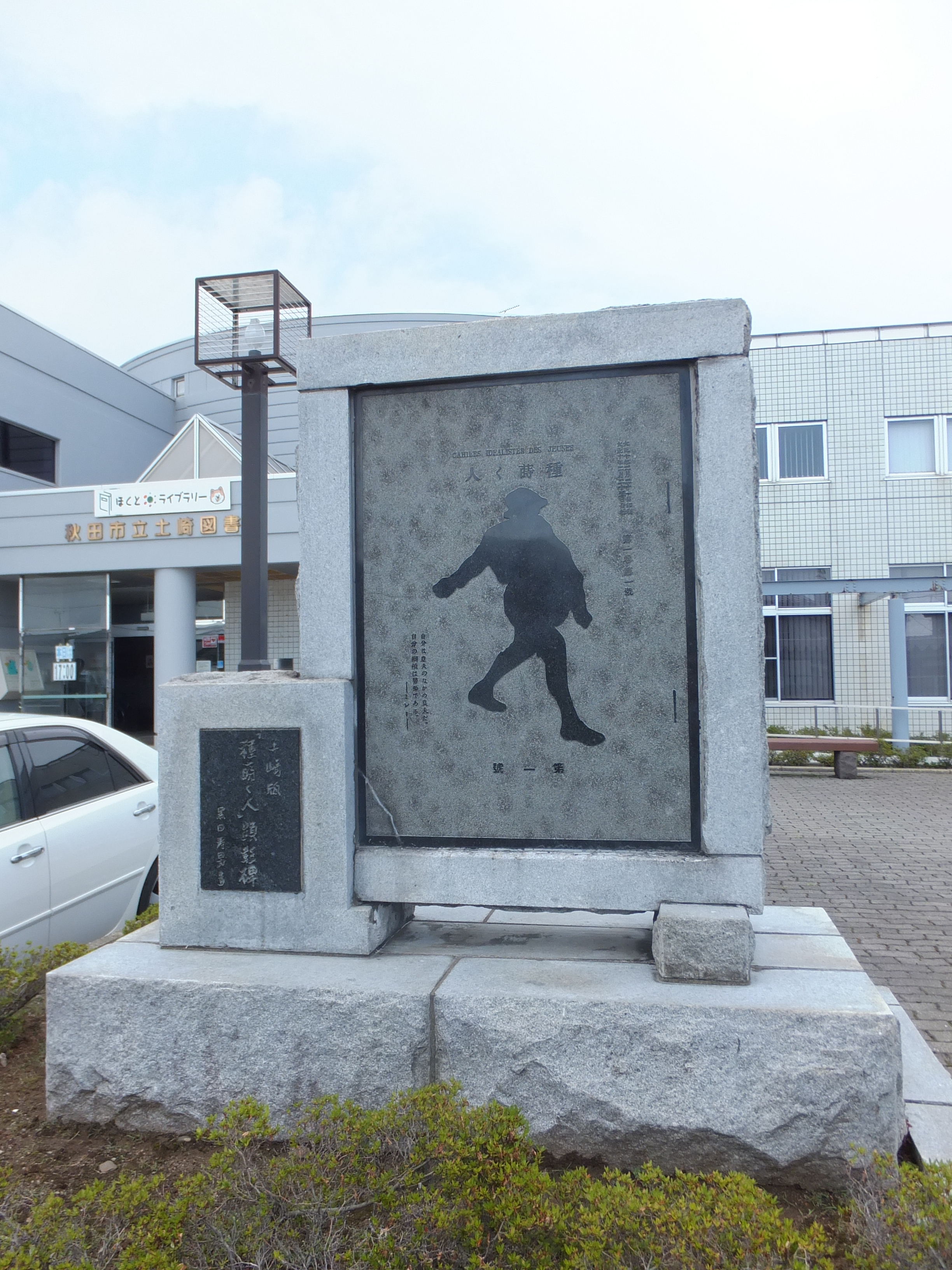
Monument au magazine de coterie "Seeds Sown People" devant la bibliothèque de Tsuchizaki à Akita City. Les trois premiers volumes, connus sous le nom d'édition Tsuchizaki, ont été publiés par Komaki Omi et d'autres personnes de la région.

Comme le mouvement « Clarté », les auteurs placent le Tanemakuhito sous le slogan Kōdō to hihan (行動と批判, « Action et critique ») pour le soutien à la révolution russe, à l'anti-militarisme et à l'internationalisme. La publication de la revue est interrompue en raison du séisme de 1923 de Kantō. Une édition spéciale intitulée Tanekami Zakki 種蒔き雑記 proteste contre les émeutes xénophobes (incident de Kameido, 亀戸事件) qui ont lieu immédiatement après le tremblement de terre.
Les valeurs du Tanemakuhito se perpétuent dans la revue Bungei Sensen (文芸戦線).

## Source de la traduction
- (de) Cet article est partiellement ou en totalité issu de l’article de Wikipédia en allemand intitulé « Tanemakuhito » (voir la liste des auteurs).

 * 
- VIAF
- LCCN
- Israël
- WorldCat